# (11434) Lohnert
(11434) Lohnert es un asteroide perteneciente al cinturón de asteroides, región del sistema solar que se encuentra entre las órbitas de Marte y Júpiter, descubierto el 10 de octubre de 1931 por Karl Wilhelm Reinmuth desde el Observatorio de Heidelberg-Königstuhl, Alemania.

## Designación y nombre
Designado provisionalmente como 1931 TC2. Fue nombrado por Karl Julius Lohnert (1885-1944) quien trabajó de 1905 a 1907 como asistente de Max Wolf y descubrió cuatro planetas menores que ahora están numerados. Lohnert estudió psicología en Leipzig y obtuvo su doctorado con Wilhelm Wundt. Posteriormente honró a su mentor con el nombramiento del asteroide (635) Vundtia.

## Características orbitales
Lohnert está situado a una distancia media del Sol de 2,739 ua, pudiendo alejarse hasta 3,514 ua y acercarse hasta 1,965 ua. Su excentricidad es 0,283 y la inclinación orbital 8,730 grados. Emplea 1656,12 días en completar una órbita alrededor del Sol.
Pertenece a la familia de asteroides de (410) Chloris.
Los próximos acercamientos a la órbita de Júpiter ocurrirán el 24 de diciembre de 2073, el 7 de noviembre de 2110 y el 5 de agosto de 2169.

## Características físicas
La magnitud absoluta de Lohnert es 13,54. Tiene 9,638 km de diámetro y su albedo se estima en 0,100. 